# Stoughton, Massachusetts
Stoughton är en kommun i Norfolk County i delstaten Massachusetts, USA.